# Heterospathe pullenii
Heterospathe pullenii är en enhjärtbladig växtart som beskrevs av M.S.Trudgen och William John Baker. Heterospathe pullenii ingår i släktet Heterospathe och familjen Arecaceae. Inga underarter finns listade i Catalogue of Life.